# Carceleras
Carceleras és un film del realitzador espanyol José Buchs que es va distribuir amb èxit fora d'Espanya. De fet el propi Buchs, davant el gust del públic pels temes andalusos, decideix fer una nova versió sonora en 1932. És basada en la sarsuela homònima del 1901 de Ricardo Rodríguez Flores amb música de Vicente Díez Peydro. Fou estrenada al Real Cinema Príncipe Alfonso de Madrid el 14 de desembre de 1922.

## Sinopsi
A un cortijo cordovès, Soledad desperta una passió en dos homes, la qual cosa serà motiu de desgràcia per tots dos quan el nuvi de la protagonista en un atac de gelosia mata al rival en la seva presència.

## Repartiment
- Elisa Ruiz Romero ...	Soleá
- José Romeu ...	Gabriel
- José Montenegro	 ...	Tío Chupitos
- Modesto Rivas 	...	Senyor Matías
- María Comendador ...	Mare de Soleá
- José Rogés ...	Pacorro
- Manuel Aliacar	...	Jesús
- Antonio Gil Varela 'Varillas'	...	Joselillo, l'escolanet
- Aurora Ruiz Romero	...	Lola
- Javier de Rivera	... L'amic